# Vaccinium hybridum
Vaccinium hybridum är en ljungväxtart som först beskrevs av Avrorin, och fick sitt nu gällande namn av S.K. Cherepanov. Vaccinium hybridum ingår i Blåbärssläktet, och familjen ljungväxter. Inga underarter finns listade i Catalogue of Life.